# Ольховец (приток Днестра)
Ольховец (укр. Вільховець) — река на Украине, протекает по территории Чортковского района Тернопольской области. Левый приток Днестра.
Берёт начало из источников северо-восточнее посёлка городского типа Мельница-Подольская, впадает в Днестр в селе Ольховец.
Длина реки 15 км, площадь бассейна 49 км². Используется для сельскохозяйственных и бытовых нужд.